# Trophée Fred-T.-Hunt
Le trophée Fred-T.-Hunt, baptisé en l'honneur de Fred T. Hunt, joueur de la Ligue américaine de hockey et vainqueur à six reprises de la coupe Calder, est attribué annuellement au joueur de la LAH ayant montré le meilleur esprit sportif.
Le trophée, originellement offert par les Sabres de Buffalo a été remis pour la première fois en 1978.

## Liste des vainqueurs
| Saison    | Joueur                       | Équipe                                      |
| --------- | ---------------------------- | ------------------------------------------- |
| 1977-1978 | Blake Dunlop                 | Mariners du Maine                           |
| 1978-1979 | Bernie Johnston              | Mariners du Maine                           |
| 1979-1980 | Normand Dubé                 | Voyageurs de la Nouvelle-Écosse             |
| 1980-1981 | Tony Cassolato               | Bears de Hershey                            |
| 1981-1982 | Mike Kaszycki                | Hawks du Nouveau-Brunswick                  |
| 1982-1983 | Ross Yates                   | Whalers de Binghamton                       |
| 1983-1984 | Claude Larose                | Canadiens de Sherbrooke                     |
| 1984-1985 | Paul Gardner                 | Whalers de Binghamton                       |
| 1985-1986 | Steve Tsujiura               | Mariners du Maine                           |
| 1986-1987 | Glenn Merkosky               | Red Wings de l'Adirondack                   |
| 1987-1988 | Bruce Boudreau               | Indians de Springfield                      |
| 1988-1989 | Murray Eaves                 | Red Wings de l'Adirondack                   |
| 1989-1990 | Murray Eaves                 | Red Wings de l'Adirondack                   |
| 1990-1991 | Glenn Merkosky               | Red Wings de l'Adirondack                   |
| 1991-1992 | John Anderson                | Nighthawks de New Haven                     |
| 1992-1993 | Tim Tookey                   | Bears de Hershey                            |
| 1993-1994 | Jim Nesich                   | Oilers du Cap-Breton                        |
| 1994-1995 | Steve Larouche               | Senators de l'Île-du-Prince-Édouard         |
| 1995-1996 | Ken Gernander                | Rangers de Binghamton                       |
| 1996-1997 | Steve Passmore               | Bulldogs de Hamilton                        |
| 1997-1998 | Craig Charron                | Americans de Rochester                      |
| 1998-1999 | Mitch Lamoureux              | Bears de Hershey                            |
| 1999-2000 | Randy Cunneyworth            | Americans de Rochester                      |
| 2000-2001 | Kent Hulst                   | Pirates de Portland et Bruins de Providence |
| 2001-2002 | Nathan Dempsey               | Maple Leafs de Saint-Jean                   |
| 2002-2003 | Chris Ferraro et Eric Healey | Pirates de Portland Monarchs de Manchester  |
| 2003-2004 | Ken Gernander                | Wolf Pack de Hartford                       |
| 2004-2005 | Chris Taylor                 | Americans de Rochester                      |
| 2005-2006 | Mark Cullen                  | Admirals de Norfolk                         |
| 2006-2007 | Mike Keane                   | Moose du Manitoba                           |
| 2007-2008 | Jordan Sigalet               | Bruins de Providence                        |
| 2008-2009 | Ajay Baines                  | Chops de l'Iowa                             |
| 2009-2010 | Casey Borer                  | River Rats d'Albany                         |
| 2010-2011 | Bryan Helmer                 | Barons d'Oklahoma City                      |
| 2011-2012 | Chris Minard                 | Griffins de Grand Rapids                    |
| 2012-2013 | Brandon Davidson             | Barons d'Oklahoma City                      |
| 2013-2014 | Jake Dowell                  | Wild de l'Iowa                              |
| 2014-2015 | Jeff Hoggan                  | Griffins de Grand Rapids                    |
| 2015-2016 | Tom Kostopoulos              | Penguins de Wilkes-Barre/Scranton           |
| 2016-2017 | Craig Cunningham             | Roadrunners de Tucson                       |
| 2017-2018 | Bracken Kearns               | Devils de Binghamton                        |
| 2018-2019 | Brett Sutter                 | Reign d'Ontario                             |
| 2019-2020 | John McCarthy                | Barracuda de San José                       |
| 2020-2021 | Cal O'Reilly                 | Phantoms de Lehigh Valley                   |
| 2021-2022 | Sam Anas                     | Thunderbirds de Springfield                 |
| 2022-2023 | Logan Shaw                   | Marlies de Toronto                          |